# 曼德拉效應
曼德拉效應（英語：Mandela Effect），是一种都市传说或陰謀論，指集體記憶出现不符合史實的内容。支持这一论点的人認為其生活已经从原本的平行宇宙透过时空跳跃进入现在的平行宇宙，而反对者则认为这并不存在。目前，主流科学界認為此效應是錯誤記憶的一種體現。

## 背景與歷史

### 語源
曼德拉效應一詞來源於2010年一位愛好超自然現象的美國部落客、自稱為「超能力研究者」的菲安娜·布梅（Fiona Broome），她發現自己記憶中南非黑人領袖约尔逊·曼德拉「應該在20世纪80年代已經在監獄中死亡」，並記得他的喪禮情況，包括曼德拉遺孀在喪禮上的致詞內容，但現實是曼德拉沒有在20世纪80年代死在獄中，後來更被釋放，最後更當上南非總統，在2010年他仍然在世，直到2013年才逝世。對於這段曼德拉死在20世紀80年代的记忆，布梅声称並非只存在於她個人的記憶內，她發現「有数千人」分享他們亦擁有與她相同的记忆。

#### 反驳
然而，由于当时曼德拉的事迹在南非外不算知名，令外国人对他的印象不深。
心理醫生約翰·保羅·加里森認為，許多關於「曼德拉效應」的記憶是人們在閱讀這一陰謀論時捏造出來的，「一旦（捏造）存在，看上去好像這一記憶自始至終便一直存在。」導致「曼德拉效應」理论的创始人菲安娜·布梅在遇見一些與她記憶相左的人後，使其開始猜想很多人也會有這樣的記憶錯誤。2012年，她聲稱一本叫Berenstain Bears的兒童書的真實名稱為「Berenstein Bears」（『a』换成了『e』）。

### 虚假记忆

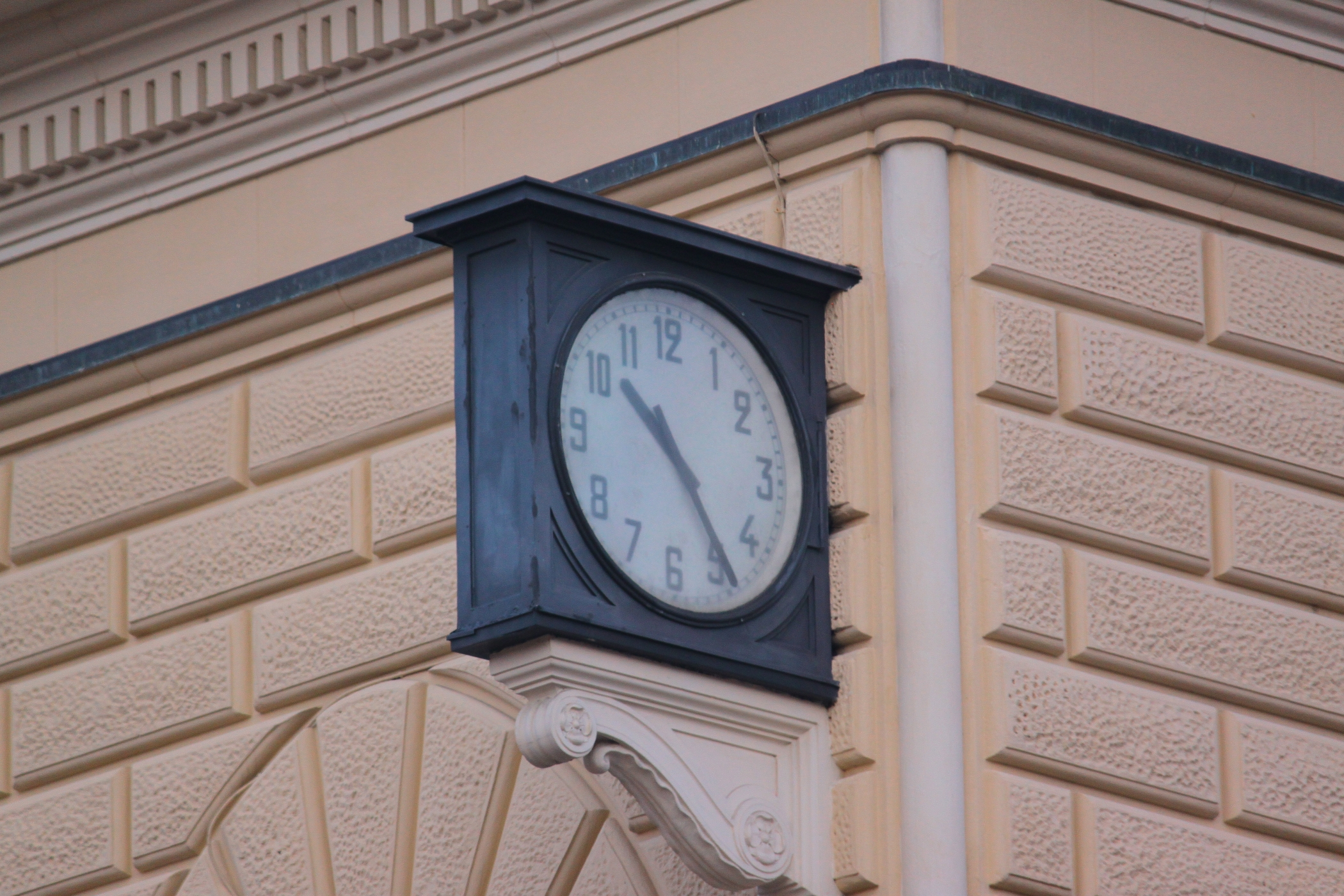
博洛尼亞中央車站的时钟，是一个集体错误记忆的主题。

虚假的记忆有时会被多人分享，这有时被称为曼德拉效应，一个突出的例子来自2010年的一项研究，该研究对熟悉博洛尼亞中央車站时钟的人进行了调查，该时钟在1980年8月的博洛尼亚大屠杀爆炸事件中被损坏。在研究中，92%的受访者記得自爆炸事件后时钟一直停摆，而事实上，时钟在袭击发生后不久就被修复了。几年后，时钟又被停了下来，并被设定为爆炸案的时间，以纪念和缅怀爆炸案。 其他此类例子还包括记忆中贝伦斯坦熊（Berenstain Bears）的名字被拼成了（Berenstein），美国服装品牌织布机果实（Fruit of the Loom）的标志上有一个玉米花，以及1990年代存在一部由喜剧演员辛巴达主演精灵，名为 Shazaam 的电影。
而關於曼德拉死在監獄那件事也可以用「虛假記憶」來解釋。曼德拉確實曾因「反種族主義」而坐牢，但當時跟他一樣坐牢的還有史蒂夫·比科。在當時史蒂夫·比科於1977年在監獄中去世。隨後，世人為紀念此反種族主義的烈士，舉行了盛大的葬禮、且得到世界各地的報導。然而，另一邊曼德拉則獲得釋放。

### 其它虛假記憶例子
科学家认为，这些都是由影响多人和家庭的类似认知因素形成的虚假记忆的例子，如社会和认知强化的不正确记忆或虚假的新闻报道和误导性的照片影响了基于这些记忆的形成。例如：《Shazzan》的错误记忆被解释为1994年在电视上介绍《水手辛巴达》电影时，这位喜剧演员穿着类似精灵的服装，以及1996年一部类似的电影《Kazaam》中由沙奎爾·奧尼爾扮演的精灵的混淆记忆；但實際上《Shazaam》是在20世纪60年代漢納巴伯拉動畫一个关于精灵的动画系列。
以下是相关例子并附带括号说明可能的解释。

#### 美国
- 肯尼迪遇刺事件[31][32]
- 童话白雪公主裡王后对镜子说的话[33]
- 米老鼠的裤子（受到盗版米老鼠影响）
- Berenstain Bears還是Berenstein Bears
- 很多人的記憶中，美國有52個州，但實際上現今美國只有50個州。（对美国政治地理不够熟悉；无法区分州和关岛这样的属地）
- 洛杉磯是 Los Angelas 還是 Los Angeles （对西班牙语不熟悉，因为该城市原名来自西班牙语）
- 坦帕灣光芒隊當家球星Evan Longoria在接受採訪時，記者為金髮白人女性。

#### 欧洲
- 雕塑沉思者的右手摆放位置
- 荷蘭知名國際電器品牌飛利浦，是Phillips ，還是Philips （对荷兰语和名字不熟悉）
- 英國知名生物學家珍·古德已經過世（网络谣言）
- 英國知名品牌巧克力KitKat，商標中間到底有沒有多了一個連接號

#### 中国大陆
- 《爱我中华》歌词第一句有两个版本，“五十六个民族[34][35]／星座”。微博上四分之三的网友记得是“民族”。而“江西女性发布”认为是网友集体记错了，应该是“星座”，将此视为曼德拉效应。[36]
- 李小龙在《精武门》中的台词[15]
- 动画《魔方大厦》[15]
- 钢琴家郎朗是残疾人
- 1986版电视剧《西游记》羊力大仙下油锅片段（其他版本可能有该片段）
- 唐代诗人杜甫的《绝句》第一句是“两个黄鹂鸣翠柳”还是“两只黄鹂鸣翠柳”
- 《孟子·告子章句下·第十五节》中原文是“故天将降大任于斯人也”还是“故天将降大任于是人也”[37][38][39]（该事件在网上引起过轰动，但其实古人传抄错误是常有之事，另外在文言文里它们的意思很相近）
- 电视剧《甄嬛传》里有沈眉庄用明火烧伤自己的镜头，后来被删了

#### 香港
- 香港歌手蔡楓華在《勁歌金曲》的說話（受到報章以書面語轉錄歌手說話的影響）
- 香港歌手車婉婉多年來被誤認作已故演員張英才女兒
- 《無間道II》電影經典對白的改變
- 搖滾樂隊Beyond前成員黃家駒的死因
- 香港演員鄭則仕已經過世了

#### 台灣
- 台灣知名演員柯受良的死因（在很多人的記憶中，柯受良是表演摩托車特技導致車禍而死，實際上柯受良是因酒後哮喘，在上海第六人民醫院病逝）。

#### 马来西亚
- 演员米纳·哈希姆被传在1969年五一三事件期间被杀，但她之后却出演由巨星比·南利执导的电影《Gelora》（1970年）和《Putus Sudah Kaseh Sayang》（1971年）[40]

#### 人物
- 曼德拉去世年份[20]
- 午马去世年份[41]

#### 日本
- 皮卡丘的尾巴[20]
- 知名日本動畫大師宮崎駿已經過世了
- 日本城市橫濱的英文名字，是 Yokohoma 還是 Yokohama （对日语不熟悉）
- 哆啦A夢消失的兩集動畫片，有人說曾經於1984年，以及在作者藤子不二雄去世的當天晚上，在電視上看過播出內容與畫風極詭異難以解釋的畫面，但日本的電視台均否認有播過這兩段消失的影片。

#### 其他國家
- 蘇聯國旗的樣式，在現今現實中有一颗空心五角星，但很多人的記憶中，前蘇聯國旗並沒有空心五角星。（后者确实存在，是中国共产党旗）

#### 著名歷史事件
- 哥白尼因支持日心說而被燒死，事實上被教會判處火刑的為焦爾達諾·布魯諾，他同為支持哥白尼的日心說。然而，很多人仍然誤傳被燒死的為哥白尼。

## 爭議與討論

### 物理學
「曼德拉效應」理論的創始人、美国超自然现象博客菲安娜·布梅（Fiona Broome）認為這麼多人同時記得曼德拉在20世纪80年代死在獄中未必是巧合的錯誤，可能涉及不同的平行宇宙。
歐洲核子研究組織於2009年進行大型強子對撞機及量子電腦的實驗，「曼德拉效應」因此被扯上了關係，但至今從未被任何科學權威證實。CERN的发言人称：“CERN的研究引起人们的遐想，这也是CERN在世界各地许多科幻作品甚至电影中扮演重要角色的原因……这些遐想不应该与实际的科学研究相混淆。”

### 宗教界
自2017年起，香港一間教會組織錫安教會在其下轄YouTube頻道「ziondaily」發佈一系列有關曼德拉效應的影片。

## 評價

### 支持派
新时代运动系列人士，例如：巴夏、科里、本杰明、COBRA等研究外星人的团体，则把这个视为「全世界将迎接外星人的到来」的预兆。很多人都發覺記憶大面積的与事實有出入的現象，這正是平行宇宙之間互相交錯的表現；而且不僅僅在發源地美國，并且在中國大陸和俄羅斯、不同文化的日本、远离美国的欧洲都有這樣的事情發生。

### 反对派
纽约州立大学布法罗分校教授大卫·施米德认为，如同曼德拉效应一般的阴谋论切中了人们“想要找到世界机理的解释”的欲望，然而世界的运作却常常不如阴谋论者想象的那样简单，不過現在未有科學方法證明有無平行宇宙的存在。他們還說该理论的创始人菲安娜·布梅自称是一位“超能力研究者”，在遇见一些与她记忆相左的人后，开始猜想很多人也会有这样的记忆错误。
心理医生约翰·保罗·加里森认为，许多关于“曼德拉效应”的记忆是人们在阅读这一阴谋论时捏造出来的。“一旦（捏造）存在，看上去好像这一记忆自始至终便一直存在。”尽管该理论的热衷者给出了很多可能性，比如歐洲核子研究組織操纵时空扭曲现实，但没有任何证据证明此类情况是真实存在的。
另外，若从常识角度分析，在记忆力下降后和随着时间推移人记错是相当常见的，特别是当两个事物相似时或某个不足挂齿的小细节不同。例如关于皮卡丘的尾巴是部分黑色还是全黄色的，这是因为大部分人不会留意这类小细节（而更可能关注面部），而不是记忆受到“神秘力量”篡改。